# فوزي باشا البكري
فوزي باشا البكري (1887-1963)، سياسي سوري، كان أحد قادة الجمعية العربية الفتاة في دمشق وركناً من أركان الثورة العربية الكبرى. تسلّم حقيبة الداخلية في مملكة الحجاز وانتخب نائباً عن دمشق في المؤتمر السوري العام سنة 1919 وفي المؤتمر التأسيسي الذي وضع أول دستور جمهوري في سورية سنة 1928.

## البداية
ولِد فوزي البكري في دمشق وهو ابن الوجيه عطا باشا البكري، رئيس بلدية دمشق وأحد المُقربين من السلطان عبد الحميد الثاني. دَرَس فوزي البكري في مدرسة مكتب عنبر بدمشق وفي المعهد الملكي في إسطنبول، وانتسب سراً إلى الجمعية العربية الفتاة بعد أنشائها في باريس على يد نخبة من القومين العرب عام 1911، والتي كان شقيقه نسيب البكري من قادتها. عَمل الأخوين في السر على إسقاط الحكم العثماني في سورية، بعد تراجع نفوذ عائلتهم في إسطنبول، في إثر خلع السلطان عبد الحميد ووفاة أبيهم سنة 1915. تعرف فوزي البكري على الأمير فيصل بن الحسين في دار الأسرة بدمشق، وعند الإعلان عن الثورة العربية الكبرى، انضم إلى صفوفها وشارك بمعاركها الأولى مع الأمير فيصل وشقيقه الأكبر، الأمير عبد الله بن الحسين. حُكم عليه بالإعدام في دمشق وظلّ خارج المدينة حتى سقوطها بيد الحلفاء مع نهاية الحرب العالمية الأولى يوم 1 تشرين الأول 1918.

## البكري والأسرة الهاشمية
بايع فوزي البكري الأمير فيصل بن الحسين حاكماً عربياً على دمشق وانتُخب نائباً عن مدينته في المؤتمر السوري العام الذي توّج فيصل ملكاً على سورية يوم 8 آذار 1920. وعندما أُسس حزب الاستقلال، المدعوم من قبل الملك فيصل، كان البكري في صفوفه الأمامية. فرّ من دمشق مع دخول الجيش الفرنسي وخَلع الملك فيصل عن عرش الشام، حيث حُكم عليه بالإعدام لقربه من العهد البائد فلجأ إلى إمارة شرق الأردن، حيث كرّمه الأمير عبد الله بلقب الباشا، ليصبح وحده بين جميع أبناء عطا الله البكري الذي نال هذا اللقب الرفيع من بعده. ومن عمّان توجه إلى مكة لوضع نفسه تحت تصرف الشريف حسين مجدداً، الذي عيّنه أول وزير داخلية في مملكة الحجاز في تشرين الأول 1920.

## دوره في الثورة السورية الكبرى
عاد فوزي البكري إلى سورية بعد صدور عفو عام وانخرط في صفوف الثورة السورية الكبرى التي أُعلنت في جبل الدروز عام 1925، بقيادة سلطان باشا الأطرش. عمل مع شقيقه نسيب ومع الدكتور عبد الرحمن الشهبندر على تهريب المال والسلاح إلى ثوار الغوطة، فحَكمت عليه فرنسا بالإعدام مجدداً وأُجبر على الفرار، ولكن هذه المرة إلى مصر، حيث حلّ ضيفاً على الملك فؤاد الأول. عاش البكري في منفاه حتى صدور عفو جديد في سورية يوم 16 شباط 1928، ليعود بعدها إلى دمشق.

## دوره في الكتلة الوطنية
انتسب فوزي البكري إلى الكتلة الوطنية التي كان شقيقه نسيب نائباً لرئيسها هاشم الأتاسي وترشح على قوائمها للمؤتمر التأسيسي عام 1928،  المكلف بكتابة أول دستور جمهوري في البلاد. شارك البكري في وضع مواد الدستور، التي رُفضت من قبل المفوضية الفرنسية العليا في بيروت، لعدم تَعرضها لشرعية الانتداب الفرنسي في سورية، ولإعطائها الكثير من الصلاحيات لرئيس الجمهورية السوري بدلاً من المفوض السامي الفرنسي. عندما رفض أعضاء المؤتمر مقترحات الفرنسيين، تم رد الدستور وتعطيل عمل اللجنة إلى أجل غير مسمى.  

## سنواته الاخيرة والوفاة
تقاعد البكري عن العمل السياسي بعدها ولم يشارك في أي من الحكومات التي كان فيها شقيقه نسيب وزيراً، وتوفي في دمشق عن عمر ناهز 76 عاماً في تشرين الأول 1963.